# Si Ma Cai (thị trấn)
Si Ma Cai là thị trấn huyện lỵ của huyện Si Ma Cai, tỉnh Lào Cai, Việt Nam.

## Địa lý
Thị trấn Si Ma Cai nằm ở phía đông bắc huyện Si Ma Cai, cách thành phố Lào Cai 93 km theo quốc lộ 70 và tỉnh lộ 153. Thị trấn có vị trí địa lý:
- Phía đông giáp xã Sán Chải
- Phía tây giáp xã Nàn Sán
- Phía nam giáp xã Quan Hồ Thẩn
- Phía bắc giáp Trung Quốc.

Thị trấn Si Ma Cai có diện tích 15,01 km², dân số năm 2019 là 5.652 người, mật độ dân số đạt 377 người/km².
Phía bên kia biên giới là trấn Tiểu Bá Tử (小坝子), huyện Mã Quan, châu Văn Sơn, tỉnh Vân Nam.

## Lịch sử
Địa bàn thị trấn Si Ma Cai trước đây là hai xã Si Ma Cai và Nàn Cảng thuộc huyện Bắc Hà.
Ngày 15 tháng 11 năm 1966, Hội đồng Chính phủ ban hành Quyết định 197-QĐ. Theo đó, chia huyện Bắc Hà thành hai huyện Bắc Hà và Si Ma Cai, các xã Si Ma Cai và Nàn Cảng thuộc huyện Si Ma Cai.
Ngày 17 tháng 4 năm 1979, Hội đồng Chính phủ ban hành Quyết định 168-CP. Theo đó, sáp nhập toàn bộ diện tích và dân số của huyện Si Ma Cai trở lại vào huyện Bắc Hà, các xã Si Ma Cai và Nàn Cảng thuộc huyện Bắc Hà.
Ngày 28 tháng 5 năm 1981, Hội đồng Chính phủ ban hành Quyết định 205-CP. Theo đó, sáp nhập xã Nàn Cảng vào xã Si Ma Cai.
Ngày 18 tháng 8 năm 2000, Chính phủ ban hành Nghị định số 36/2000/NĐ-CP về việc điều chỉnh địa giới hành chính huyện Bắc Hà để tái lập huyện Si Ma Cai. Theo đó, xã Si Ma Cai thuộc huyện Si Ma Cai và là huyện lỵ huyện Si Ma Cai.
Ngày 11 tháng 2 năm 2020, Ủy ban Thường vụ Quốc hội ban hành Nghị quyết số 896/NQ-UBTVQH14 về việc sắp xếp các đơn vị hành chính cấp huyện, cấp xã thuộc tỉnh Lào Cai (nghị quyết có hiệu lực từ ngày 1 tháng 3 năm 2020). Theo đó, thành lập thị trấn Si Ma Cai, thị trấn huyện lỵ huyện Si Ma Cai trên cơ sở toàn bộ 15,01 km² diện tích tự nhiên và 5.652 người của xã Si Ma Cai.